# Deopalpus buccatus
Deopalpus buccatus là một loài ruồi trong họ Tachinidae.